# 糙果紫堇
糙果紫堇（学名：Corydalis trachycarpa），类乌齐藏语称省格色巴，为罂粟科紫堇属下的一个变种。

## 扩展阅读
- 維基物種上的相關：糙果紫堇